# Notogea
Notogea (Notogeja, „stara zemlja") je zoogeografsko carstvo sa veoma karakterističnom faunom, koje obuhvata područja južne hemisfere: Australiju, Novi Zeland, Novu Gvineju, deo ostrva jugoistočne Azije istočno od Volasove linije, ostrva Okeanije (poput Nove Kaledonije, Vanuatua, Solomonovih ostrva). U skorašnjoj literaturi Notogea se označava i kao Australazijska ekozona. Floristička carstva koja položajem odgovaraju Notogei su Paleotropsko i Australijsko.

## Karakteristike faune
Najuočljivija karakteristika faune Notogeje je prisustvo endemičnih primitivnih sisarskih grupa, poput kljunara i torbara. Od endemičnih grupa gmizavaca najkarakterističnija je tuatara (Sphenodon). Na teritoriji Notogeje 13 familija ptica je endemično (sa poznatim vrstama poput emua, kivija, kazuara).

## Zoogeografska podela Notogeje[1]
Carstvo Notogea
Australijska oblast
Australijska podoblast
Papuanska podoblast
Novozelandska oblast
Polinezijska oblast
Polinezijska podoblast
Havajska podoblast

## Literatura
1. ↑  Bobrinski N.A. 1956. Zoogeografija — kratak kurs. Nolit: Beograd.